# 김창희 (1987년)
김창희(한국 한자: 金昌希, 1987년 6월 8일 ~ )는 대한민국의 축구 선수이다. 포지션은 미드필더이다.